# فرودگاه دریاچه سچرون
فرودگاه دریاچه سچرون (به انگلیسی: Schroon Lake Airport) یک فرودگاه همگانی بهره‌برداری هوایی است که یک باند فرود آسفالت دارد و طول باند آن ۹۱۴ متر است. این فرودگاه در کشور ایالات متحده آمریکا قرار دارد و در ارتفاع ۲۵۳ متری از سطح دریا واقع شده است.